# Tigrovi
Tigrovi (en rus: Тигровый) és un poble (un possiólok) del krai de Primórie, a l'Extrem Orient de Rússia, que en el cens del 2010 tenia 3 habitants.